# Psaliodes paleata
Psaliodes paleata là một loài bướm đêm trong họ Geometridae.